# Savignia bureensis
Savignia bureensis là một loài nhện trong họ Linyphiidae.
Loài này thuộc chi Savignia. Savignia bureensis được miêu tả năm 2006 bởi Andrei V. Tanasevitch & Trilikauskas.